# USS Greenling (SS-213)
USS Greenling (SS-213) — американская подводная лодка класса «Гато» времён Второй мировой войны. Названа в честь морских лучепёрых рыб семейства терпуговых.

## История постройки
Подводная лодка «Гринлинг» была заложена на верфи Electric Boat Company в Гротоне 12 ноября 1940 года и спущена на воду 20 сентября 1941 года. Введена в строй 21 января 1942 года на базе подлодок Нью-Лондон под командованием Генри Честера Брутона.

## Первый поход, апрель—июнь 1942
7 марта 1942 года, после прохождения ходовых испытаний на базе Нью-Лондон, подлодка вышла в Тихий океан и 3 апреля прибыла в Пёрл-Харбор. 20 апреля «Гринлинг» начала свой первый боевой поход, направившись на патрулирование района Маршалловых и Каролинских островов. С 30 апреля по 1 мая лодка четырежды атаковала грузовое судно «Сейя-мару» около атолла Эниветок — все атаки были неудачными из-за отказа торпед. В конце концов была предпринята ночная попытка обстрела неприятельского судна из палубного орудия, но её пришлось прервать из-за появления японской авиации.
«Гринлинг» переместилась к островам Трук, где располагалась крупная база японского флота. При наступлении японцев на Соломоновых островах Трук приобрёл стратегическую важность: на нём действовал коммуникационный штаб, осуществлявший координацию всех военно-морских операций в Микронезии.
4 мая первой поражённой целью «Гринлинг» стал 4800-тонный вспомогательный крейсер «Киндзёсан-мару». Подрыв торпеды в районе миделя вызвал разлом судна надвое и быстрое затопление. Через несколько дней «Гринлинг» пыталась перехватить отступавшие после Сражения в Коралловом море японские корабли, но ей не хватило скорости для преследования. 4 июня лодка покинула район островов Трук и вернулась в Пёрл-Харбор 16 июня.

## Второй поход, июль—сентябрь 1942
10 июля 1942 года «Гринлинг» начала свой второй поход, целью которого была совместная с другими подлодками блокада японской базы на Труке. Повредив два судна 26 и 29 июля, подлодка затопила транспорт «Бразил-мару» 5 августа и той же ночью — сухогруз «Палау-мару». На следующее утро была произведена фотосъёмка побережья островов Трук, после чего «Гринлинг» направилась в район острова Новая Ирландия, намереваясь перехватить соединения японского флота, отходившие от Соломоновых островов.
Встретив сильное противодействие и избежав атаки эсминца, 20 августа лодка направилась к атоллу Мидуэй. По пути, 26 августа, огнём из палубного орудия был затоплен крупный японский сампан водоизмещением 50–100 тонн.

## Третий поход, сентябрь—ноябрь 1942
Третий боевой поход «Гринлинг» начался 23 сентября и проходил у Японских островов. 3 октября лодка потопила сухогруз «Кинкай-мару», на следующий день — «Сецуё-мару».
14 октября тремя торпедами был потоплен сухогруз «Такусей-мару». Эта атака привлекла внимание кораблей эскорта, которые начали искать подлодку. «Гринлинг» ушла от преследования и 18 октября атаковала 6600-тонный сухогруз «Хаконесан-мару». Попадание первой торпеды вызвало на судне пожар, вторая торпеда прошла мимо и, описав циркуляцию, едва не попала в «Гринлинг». Попадание третьей торпеды привело к потоплению судна. После потопления 21 октября сампана на маршруте между Токио и Алеутскими островами подводная лодка вернулась в Пёрл-Харбор 1 ноября.

## Четвёртый поход, декабрь 1942 — январь 1943
9 декабря 1942 года «Гринлинг» вышла на патрулирование района Соломоновых островов и островов Трук. Прибыв к побережью острова Бугенвиль 21 декабря, лодка атаковала танкер, следовавший с двумя кораблями эскорта, и успела потопить один из них, прежде чем пришлось уйти от атаки глубинными бомбами.
Переместившись в район разведанных японских маршрутов вблизи островов Трук, подлодка 30 декабря затопила грузовое судно «Ниссё-мару». 10 января 1943 года была предпринята попытка атаковать крупный танкер, шедший в сопровождении эсминцев, но после одного попадания подлодке пришлось отступить, чтобы уйти от огня крупнокалиберного палубного орудия танкера.
16 января у побережья острова Новая Британия был торпедирован сухогруз «Кимпосан-мару». После проведения разведки у островов Адмиралтейства «Гринлинг» пришла на австралийскую базу в Брисбене 31 января.

## Пятый и шестой походы, январь—июль 1943
В Брисбене подлодка оставалась до 21 февраля. «Гринлинг» направилась в район архипелага Бисмарка и Соломоновых островов. 2 марта была произведена высадка разведгруппы на острове Новая Британия. Из-за плохой погоды ни одной удачной атаки провести не удалось, и 26 апреля 1943 года лодка вернулась в Брисбен.
17 мая подлодка вышла в шестой боевой поход, направившись в район Новой Гвинеи и Соломоновых островов. Во время патрулирования удалось повредить танкер «Акебоно-мару» 9 июня. 10 и 27 июня было повреждено ещё несколько кораблей, но потопления зафиксировать не удалось из-за сильного противодействия эскорта. 8 июля «Гринлинг» вернулась в Брисбен.

## Седьмой поход, июль—сентябрь 1943
Седьмой поход начался 29 июля и состоял, в основном, из особых заданий. 22–23 августа на острова Трежери были высажена специальная группа морских пехотинцев, в задачи которой входили выбор места для размещения радарной установки и подготовка к дальнейшим высадкам, запланированным на октябрь. 10 сентября подлодка провела разведку атолла Тарава и через Пёрл-Харбор направилась в Сан-Франциско для прохождения ремонта.

## Восьмой и девятый походы, декабрь 1943 — май 1944
5 декабря «Гринлинг» вернулась в Пёрл-Харбор и 20 декабря вышла в восьмой поход к Каролинским островам. В новогоднюю ночь подлодка потопила грузовое судно «Сёхо-мару», затем провела разведку атолла Уэйк и вернулась в Мидуэй 28 января 1944 года.
Во время девятого похода, с 20 марта по 12 мая, подлодка выполняла фоторазведку Гуама, Тиниана и Сайпана, остров Марианского архипелага. Полученные сведения оказались полезными при подготовке Марианско-палауской операции.

## Десятый и одиннадцатый походы, июль—ноябрь 1944
9 июля «Гринлинг» отправилась из Пёрл-Харбора в десятый боевой поход. Действуя у берегов Формозы, она участвовала в координированной атаке на японские конвои совместно с лодками USS Billfish (SS-286) и USS Sailfish (SS-192). Из-за присутствия японской авиации «Гринлинг» не удалось достичь торпедных попаданий. 8 августа из палубного орудия был потоплен лишь траулер к северо-востоку от Лусона. 12 сентября 1944 года подлодка пришла в Мидуэй.
5 октября 1944 года «Гринлинг» вышла в очередной поход в район маршрутов, ведущих к Токио. 7 ноября подлодка обнаружила конвой из пяти судов, по которому было выпущено четыре торпеды, потопивших танкер «Кото-мару» и транспорт «Кири-мару 8». Продолжив патрулирование японского побережья, 10 ноября 1944 года «Гринлинг» потопила свой последний корабль — старый эсминец класса «Вататакэ», переклассифицированный в патрульный корабль № 46. 23 ноября подлодка вернулась в Пёрл-Харбор.

## Двенадцатый поход, декабрь 1944 — января 1945
Последний боевой поход «Гринлинг» заключался в патрулировании района островов Рюкю. 26 декабря подлодка вышла из Пёрл-Харбора и не могла найти ни одной цели до 24 января 1945 года, когда был перехвачен конвой из 9 кораблей. При выходе на позицию атаки «Гринлинг» была замечена эскортными кораблями. В течение четырёх часов продолжалась подлодку атаковали глубинными бомбами. Получив незначительные повреждения, лодка направилась 27 января к острову Сайпан для ремонта, где было принято решение направить её в США. «Гринлинг» отправилась через Пёрл-Харбор, Сан-Франциско и Панамский канал в Киттери, где прошла ремонт на военно-морской верфи «Портсмут». 16 октября 1946 года подлодка была декомиссована в Нью-Лондоне.

## После Второй мировой войны
В декабре 1946 года «Гринлинг» была передана в распоряжение Первого военно-морского округа. Подлодка использовалась для тренировки резервистов в Портсмуте, где она базировалась, и в Бостоне. Эта служба продолжалась до 18 марта 1960 года, когда лодка была списана, и затем, 16 июня 1960 года была продана на металлолом.

## Награды
- Десять звёзд за службу во время Второй мировой войны.
- Благодарность Президента за выдающуюся службу в первых трёх походах